# Van Ittersum

Wapen van de familie Van Ittersum (1829)

Van Ittersum is een adellijke familie in Nederland.

## Geschiedenis
De familie Van Ittersum is een oud Overijssels riddermatig geslacht waarvan de stamreeks begint met Roelof van Ittersum die vermeld wordt van 1364 tot 1418. Sinds het midden van de 16e eeuw zijn de Van Ittersums beschreven geweest in de Ridderschap van Overijssel. Later zijn er twee takken ontstaan, de Utrechtse en de Zwolse tak. In 1814 werden twee leden van het geslacht benoemd in de nieuwe Ridderschap van Overijssel waardoor zij en hun nageslacht tot de Nederlandse adel gingen behoren, aanvankelijk met het predicaat jonkheer/jonkvrouw. In 1819, 1825 en 1829 werd aan de verschillende leden van dit geslacht de adellijke titel baron toegekend.
Heden ten dage bezit de familie de historische buitenplaats 't Rozendael en het landgoed 't Rozendael-'t Nijenhuis in Heino. Op de Algemene Begraafplaats Meppelerstraatweg in Zwolle bezit de familie een grafkelder. Diverse leden van het geslacht liggen begraven in de Bethlehemkerk te Zwolle. 

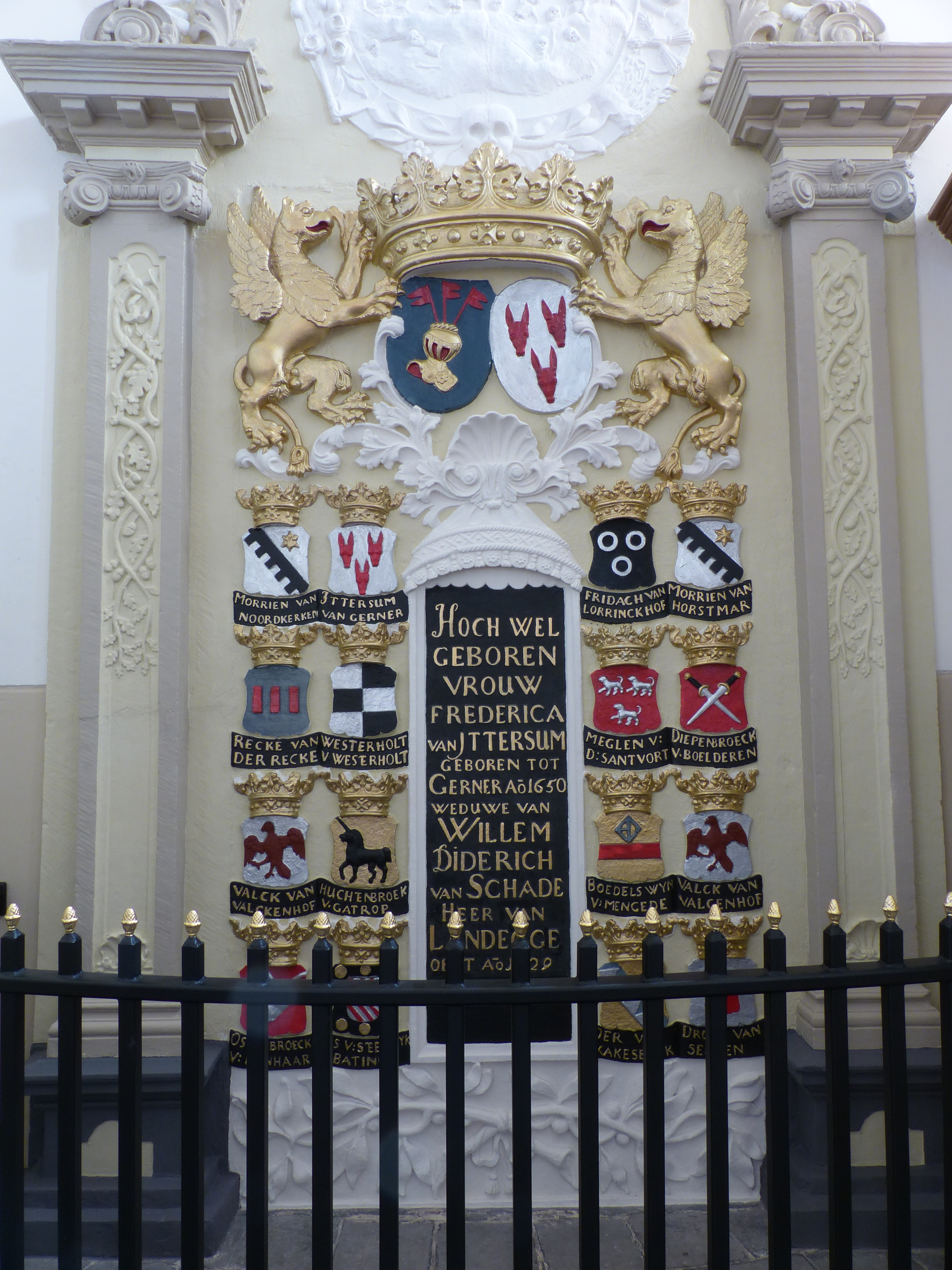
Grafmonument Frederica van Ittersum in de Schildkerk

Ook in Rijssen woonde een tak Van Ittersum, nadat Ernst van Ittersum (1608-1661) door een huwelijk in 1631 met Bernhardina van Langen (†1637), erfdochter van de Oosterhof en Beverfeurde, eigenaar was geworden van de havezate de Oosterhof die tot 1900 in dit geslacht bleef waarna het overging naar het geslacht Coenen. Het is nu veranderd in een museum. Deze tak had een herenbank en graf in de Schildkerk te Rijssen. Ook nu nog is er in de Schildkerk een grafmonument te  zien waarop het wapen van deze familie te zien is. Bovenaan staan 2 grote wapens, waaronder het wapen van Frederica van Ittersum van Gerner (†1730), laatste telg van de tak die begon met Robert van Ittersum tot Nijenhuis (1592-1636), broer van de stamvader van de nu nog bloeiende tak van Ernst van Ittersum tot de Oosterhof (1608-1681).

## Wapen van de familie Van Ittersum
Het wapen telt drie in zilver aanziende ezelskoppen. Dit wapen behoorde al van oorsprong tot de familie Van Ittersum, en is op meerdere plaatsen te zien waar de familie gewoond heeft, of waar de familie eigenaar van was.

## Stichting Baron van Ittersum Fonds

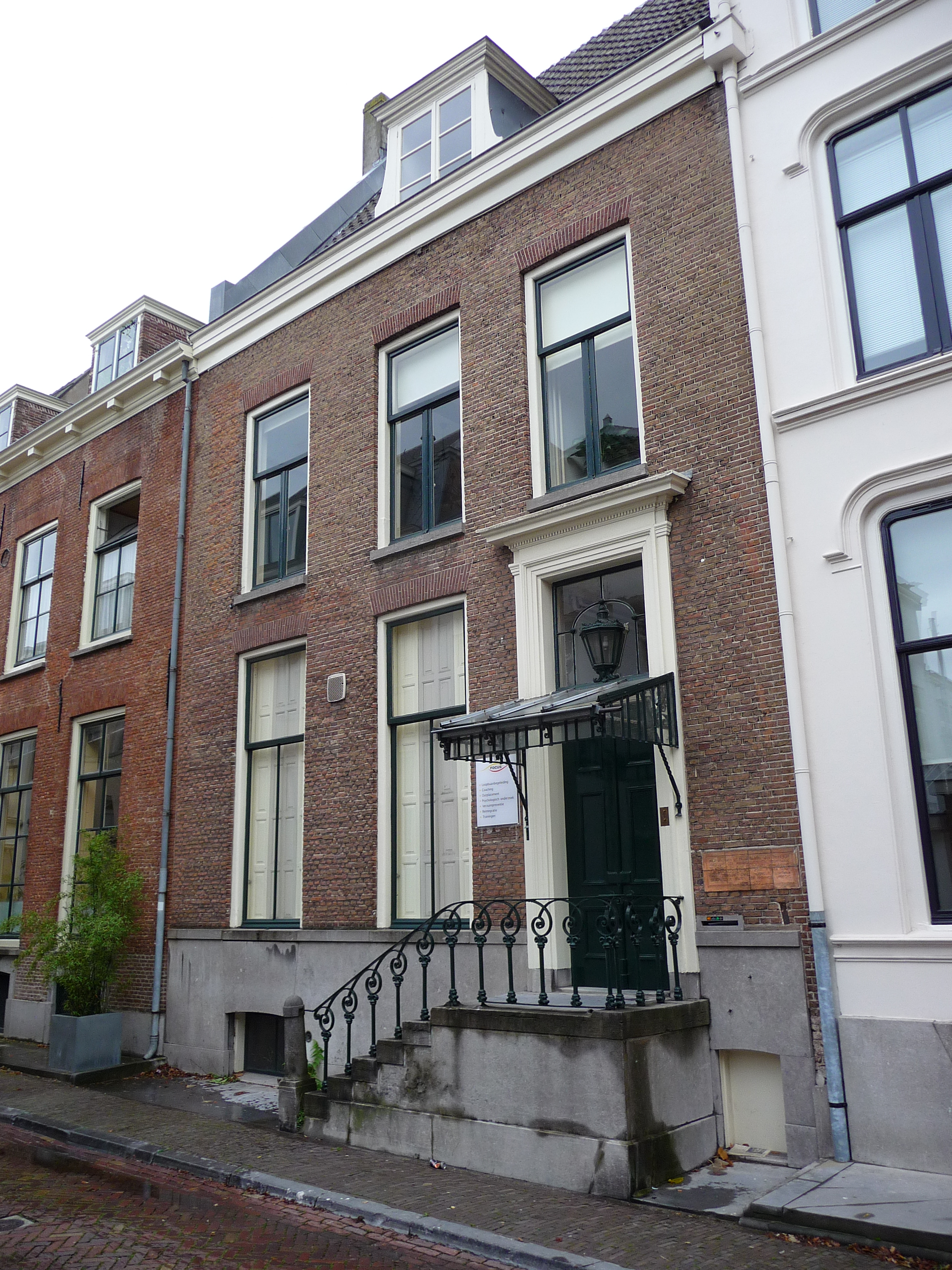
Brigittenstraat 22, Utrecht

In de Brigittenstraat 22 in Utrecht woonde jarenlang mr. Frederik Alexander Robert Arnold baron van Ittersum (1834-1913) met zijn vrouw jonkvrouw R.J.A. Sandberg (1838-1921) en hun zoon ir. F.A.R.A. baron van Ittersum (1865-1939). Hieraan herinnert nog een steen in de muur van het huis. Het huis aan de Brigittenstraat is nog steeds in bezit van de familie, thans in de constructie van een stichting, de Stichting Baron van Ittersum Fonds. De stichting is tevens eigenaresse van 't Rozendael en Nijenhuis die door familieleden worden beheerd/bewoond.

## Enkele telgen
- Margaretha Isabella van Ittersum (1783-1809), dagboekschrijfster
- Jan Willem Cornelis baron van Ittersum (1803-1880), burgemeester van Groningen
- Anthony Pieter Hendrik baron van Ittersum (1808-1874), burgemeester van Voorst
- ir. Adolph Marius Karel Wolphgangh baron van Ittersum (1833-1904),waterbouwkundige
- Willem baron van Ittersum (1838-1915), burgemeester van Hardenberg
- Jacobus Gerardus Elisa baron van Ittersum (1847-1886), burgemeester
- drs. Boudewijn Franciscus baron van Ittersum (1939), voorzitter Amsterdamse Effectenbeurs/Vereniging voor de Effectenhandel 1981-1997.